# Aggunda, Arsikere
Aggunda là một làng thuộc tehsil Arsikere, huyện Hassan, bang Karnataka, Ấn Độ.